# Nokia Ghosthunters 2007
Questa voce raccoglie le informazioni riguardanti i Nokia Ghosthunters nelle competizioni ufficiali della stagione 2007.

## II-divisioona 2007

### Stagione regolare
| Nokia 9 giugno 2007, ore 17:00 2ª giornata | Nokia Ghosthunters | 0 – 45 | Oulu Northern Lights | Keskusurheilukenttä |

| Nokia 16 giugno 2007, ore 17:00 3ª giornata | Nokia Ghosthunters | 0 – 52 | Vaasa Vikings | Keskusurheilukenttä |

| 30 giugno 2007, ore 13:00 4ª giornata | Seinäjoki Gators | 26 – 22 | Nokia Ghosthunters |  |

| Oulu 15 luglio 2007, ore 15:00 6ª giornata | Oulu Northern Lights | 60 – 0 | Nokia Ghosthunters | Castrenin urheilukeskus |

| Nokia 29 luglio 2007, ore 13:00 8ª giornata | Nokia Ghosthunters | 32 – 0 | Seinäjoki Gators | Keskusurheilukenttä |

| Vaasa 4 agosto 2007, ore 14:00 9ª giornata | Vaasa Vikings | 35 – 0 | Nokia Ghosthunters | Palosaaren kenttä |

### Playoff
| Sipoo 18 agosto 2007, ore 14:00 Wild Card | Sipoo Bulldogs | 13 – 2 | Nokia Ghosthunters | Nikkilän keskusurheilukenttä |

## Statistiche di squadra
| Competizione      | %Vittorie | In casa | In casa | In casa | In casa | In casa | In casa | In trasferta | In trasferta | In trasferta | In trasferta | In trasferta | In trasferta | Totale | Totale | Totale | Totale | Totale | Totale |
| Competizione      | %Vittorie | G       | V       | N       | P       | Pf      | Ps      | G            | V            | N            | P            | Pf           | Ps           | G      | V      | N      | P      | Pf     | Ps     |
| ----------------- | --------- | ------- | ------- | ------- | ------- | ------- | ------- | ------------ | ------------ | ------------ | ------------ | ------------ | ------------ | ------ | ------ | ------ | ------ | ------ | ------ |
| Stagione regolare | .167      | 3       | 1       | 0       | 2       | 32      | 97      | 3            | 0            | 0            | 3            | 22           | 121          | 6      | 1      | 0      | 5      | 54     | 218    |
| Playoff           | .000      | 0       | 0       | 0       | 0       | 0       | 0       | 1            | 0            | 0            | 1            | 2            | 13           | 1      | 0      | 0      | 1      | 2      | 13     |
| Totale            | .143      | 3       | 1       | 0       | 2       | 32      | 97      | 4            | 0            | 0            | 4            | 24           | 134          | 7      | 1      | 0      | 6      | 56     | 231    |